# Prionapteryx albipennis
Prionapteryx albipennis là một loài bướm đêm trong họ Crambidae.